# دمیترو آندریف
دمیترو آندریف (انگلیسی: Dmytro Andriyev؛ زادهٔ ۱۸ سپتامبر ۱۹۷۰) ورزشکار واترپلو اهل Ukrainian است.

## حرفه
وی همچنین از بازیکنان واترپلو بازی‌های المپیک تابستانی ۱۹۹۶ بوده‌است.